# Dave Angel
Dave Angel (* 1966 in London, Vereinigtes Königreich als David Angelico Nicholas Gooden) ist ein britischer Techno-Musiker, DJ und Labelbetreiber. Er veröffentlicht auch unter den Pseudonymen Sound Enforcer und XXX.

## Leben
Angel wurde 1966 im Londoner Stadtteil Chelsea als erstes von vier Kindern eines Jazz-Musikers geboren. Seine Geschwister Monie Love und Baz sind ebenfalls als Musiker tätig. Bereits im Alter von acht Jahren begann er mit dem Schlagzeugspiel.
Nach Gefängnisaufenthalten unter anderem wegen Drogendelikten in den 1980er Jahren widmete sich Angel verstärkt der Musik. Ab Mitte der 1980er Jahre war Angel als DJ tätig. Ab 1986 spielte er beim Londoner Radiosender faze 1. 1989 produzierte er einen Remix von Eurythmics Sweet Dreams (Are Made of This), der zunächst als unautorisierte Bearbeitung nicht erscheinen sollte und erst nach Intervention von Dave Stewart veröffentlicht wurde.
Im Jahr 1993 gründete Angel das Plattenlabel Rotation Records. 1995 erschien Angels Debütalbum Tales Of The Unexpected. Im gleichen Jahr erschien die Mix-Compilation X-Mix 4 - Beyond The Heavens. Ebenfalls 1995 erschien die Handle with care EP, die vor allem durch den darauf enthaltenen Carl Craig's Drums Suck Mix des Angel-Stücks Airborne bekannt wurde.
1997 veröffentlichte er sein zweites Album Globetrotting.

## Diskografie (Auswahl)

### Alben
- 1995: Tales Of The Unexpected (Blunted)
- 1997: Globetrotting (4th & Broadway)

### Singles und EPs
- 1990: Angel / Sweet Dreams (Nightmare Mix) (mit Eurythmics, RCA)
- 1991: Rolling Thunder (Outer Rhythm)
- 1991: 1st Voyage (R&S Records)
- 1992: Stairway To Heaven (R&S Records)
- 1992: Never Leave (Love Records)
- 1992: Outrages Angel EP (Outrage Recordings)
- 1993: New Orchestrations EP (Fnac Music Dance Division)
- 1993: Royal Techno EP (Rotation Records)
- 1993: The Family EP (Apollo)
- 1993: 3rd Voyage (R&S Records)
- 1993: Original Man (Aura Surround Sounds)
- 1994: In Flight Entertainment (Blunted)
- 1994: Seas Of Tranquility EP (Rotation Records)
- 1995: Handle With Care EP (Blunted)
- 1995: Stalker / Timeless (Jockey Slut)
- 1996: Timeless (4th & Broadway)
- 1997: Tokyo Stealth Fighter (4th & Broadway)
- 1997: This Is Disco (4th & Broadway)
- 1997: Funk Music (Island Records)
- 1998: Excursions E.P. (Jericho)
- 1998: Insights EP (Rotation Records)
- 1999: Knockout EP (Rotation Records)
- 2003: Ocean Dwellers (Rotation Records)
- 2005: Warriors E.P. (Rotation Records)
- 2007: Taurus / Gemini (Niah)
- 2007: Sheba / Mothership - Part 1 (Niah)
- 2008: Medusa (Jericho)
- 2009: Ghost Train E.P. (Plaza In Crowd)
- 2009: Dogspray (Jericho)
- 2010: Front And Back (Jericho)